# Hilliella yixianensis
Hilliella yixianensis là một loài thực vật có hoa trong họ Cải. Loài này được Y.H.Zhang mô tả khoa học đầu tiên năm 1995.